# K-pop
Genres associés
J-pop, C-pop, Q-pop, T-pop, V-pop
K-pop (abréviation de Korean pop) est un terme désignant plusieurs genres musicaux (dance-pop, pop ballad, électronique, etc.) originaires de Corée du Sud et caractérisés par une large variété d'éléments audiovisuels.
Ce courant musical, inventé longtemps après la guerre (1990), a vu, en 1992, à la suite de la transition vers un État démocratique, sa popularité grandir grâce au groupe Seo Taiji & Boys, proposant la fusion de plusieurs styles musicaux  (rock, hip-hop et techno) dont le succès a révolutionné l'industrie musicale en Corée du Sud. L'ajout d'éléments en provenance de musiques étrangères devient une pratique banale dans l'industrie de la K-pop.
À partir des réseaux sociaux et de la plateforme de partage de vidéos YouTube, la K-pop étend son audience et prolifère grâce à ces services de partage par internet. Au milieu des années 2000, le marché de la musique K-pop double ses ventes. À la première moitié de 2012, celle-ci rapporte un total de 3,4 milliards de dollars, et est reconnue par le magazine Time comme « l'exportation la plus rentable de Corée du Sud ».
Les figures de la K-pop sont soumises à une discipline exigeante et sont régulièrement la cible de harcèlement en ligne, voire de violences sexuelles, conduisant à plusieurs suicides.
Initialement devenue populaire dans l'est de l'Asie durant la fin des années 1990, la K-pop s'ouvre au marché japonais au tournant du XXIe siècle grâce à la SM Entertainment et à la star BoA. À la fin des années 2000, elle passe d'un genre musical à une sous-culture chez les adolescents et chez les jeunes adultes en Asie de l'est et du sud. Depuis, la K-pop est présente dans d'autres régions du monde, comme l'Amérique latine,,, dans le Nord-Est indien,, en Afrique du Nord,, au Moyen-Orient,, en Europe,, et dans la population immigrée en Occident,,,,.

## Histoire

### Origines
Le phénomène de la K-pop est apparu dans la deuxième moitié du XXe siècle, avec la fin des guerres et le retour à un rythme de vie plus paisible et propice au divertissement. Durant les années 1950, les performances musicales organisées par les forces américaines dans leurs bases militaires et à l'extérieur, feront découvrir à la Corée de nouveaux genres musicaux modernes. Au croisement de ces cultures occidentales et asiatiques, le divertissement coréen prendra alors son essor. La scène musicale coréenne commencera à se développer avec la montée en puissance des boys bands sans pour autant négliger les auteurs-interprètes. Le rock, introduit en Corée durant les années 1970, influencera dès lors une partie de la K-pop.

### Conception et industrialisation
Le pionnier de la K-pop est le chanteur américain d'origine coréenne Yang Joon-il mais son style efféminé lui vaut alors le rejet de la société sud-coréenne très conservatrice et sa carrière ne dure que deux ans de 1991 à 1993. Les débuts du groupe Seo Tai-ji and Boys en 1992 marquent un tournant pour la musique sud-coréenne. La fondation de la SM Entertainment, créée en 1995 par l'entrepreneur coréen Lee Soo-man, a permis le lancement des premiers girl groups et boys bands. À la fin des années 1990, la YG Entertainment, la DSP Media, et la JYP Entertainment ont également lancé leurs propres groupes sur scène[réf. nécessaire]. Ces entreprises du divertissement seront les pionnières de la K-pop et deviendront des entreprises florissantes et renommées, dont les avantages au fil des années deviendront proéminentes. Des groupes tels que Fin.K.L, G.O.D, H.O.T., Sechs Kies, SES, et Shinhwa connaissent un succès fulgurant dans les années 1990. C'est également au cours de cette période qu'ont émergé le hip-hop et le R&B en Corée du Sud, grâce au succès d'artistes tels que Drunken Tiger et 1TYM.
L’Asie a été le premier continent touché par la vague de culture sud-coréenne, la hallyu, dès les années 1990. L’introduction de la K-pop dans les pays asiatiques tient au fait que les dramas coréens, de plus en plus présents dans les médias asiatiques, ont familiarisé le public avec la culture coréenne. De plus, les génériques de ces séries étaient eux-mêmes des chansons K-pop chantées par des stars très populaires en Corée du Sud.

### Mondialisation
La K-pop ne cesse de gagner en influence sur les marchés étrangers en dehors de l'Asie, notamment aux États-Unis, en Europe, au Canada et en Australie. En 2009, les Wonder Girls sont devenues le premier groupe coréen à être placé, aux États-Unis, sur le U.S. Billboard Hot 100 chart avec leur single, Nobody. L'année suivante, l'artiste, du célèbre groupe BigBang, Taeyang et le groupe féminin 2NE1 ont commencé à produire nombre de musiques différentes à travers les États-Unis et le Canada avec la sortie de plusieurs albums et chansons à succès. Bonamana, le quatrième album des Super Junior, a été classé à la 7e place au Billboard's World Album-Chart en 2010. En octobre 2011, les Girls' Generation signent chez le label américain Universal Music Group/Intercore et sortent un album aux États-Unis avec un titre-phare en version anglaise produite par Teddy Riley. En 2014, l'album Crush de 2NE1 s'est classé le plus élevé sur le Billboard 200 pendant quelques années, culminant à la 61e place.
En juin 2017, BTS est nommé comme étant l'une des vingt-cinq personnalités les plus influentes d'Internet par le Time. Leur extended play Love Yourself: Her est le plus vendu de l'année 2017. En février 2018, le remix de MIC Drop en collaboration avec Steve Aoki fait d'eux le premier groupe sud-coréen à être certifié disque d'or par la RIAA.
Blackpink est le groupe de K-pop féminin le plus haut-classé sur le Billboard Hot 100 et le Billboard 200, culminant respectivement à la treizième place (avec Ice Cream sortie en 2020) et à la deuxième place (avec The Album sortie en 2020). Elles sont également le premier et le seul groupe féminin de K-pop à entrer et à culminer sur le classement du Billboard's Emerging Artists.
Afin de poursuivre les efforts de mondialisation du genre, les artistes travaillent de plus en plus avec des talents en dehors de la Corée. Aux États-Unis, les artistes coréens sont en tournée avec des groupes tels que les Jonas Brothers et certains collaborent avec des producteurs tels que Kanye West, Teddy Riley, Diplo, Rodney Jerkins, Chris Brown et Will.i.am. En août 2010, le label coréen SM Entertainment organise une tournée mondiale SMTown Live afin de populariser ses artistes dans le monde entier. La tournée passe par les États-Unis, la Chine, le Japon et la France.

## Caractéristiques

### Recrutement
Il existe plusieurs méthodes de recrutement des futurs artistes. La plus répandue est l'audition au sein d'une agence musicale. Cette méthode est pratiquée par les agences sur le territoire national, mais également à l'étranger. Par exemple, la SM Entertainment organise souvent des auditions en Chine, au Japon, aux États-Unis et au Canada. Une autre façon de recruter les futurs chanteurs est de passer par les chasseurs de tête dans la rue, les festivals musicaux, les concours de danse, etc.
La méthode qui est de plus en plus pratiquée est de passer par des émissions qui ont pour but de lancer un groupe à la fin de celle-ci. Plusieurs exemples peuvent être cités : Produce 101, Finding Momoland, NO.MERCY, Produce 48 etc. Le choix des membres constituant le groupe final est en partie basé sur le vote du public, permettant ainsi de faire débuter un groupe composé des membres préférés du public coréen.
Ceux qui aspirent à devenir des stars de la K-pop doivent suivre un programme d’entraînement intensif pouvant durer plusieurs années avant que leur groupe ne débute officiellement.

### Contenus audiovisuels
Bien que la K-pop fasse en général référence à la pop musique de la Corée du Sud, il faut prendre en compte l'évolution constante de ce genre musical, qui possède un large spectre musical mais aussi visuel.
L'Institut national de l'audiovisuel français définit la K-pop comme étant une « musique de synthèse accompagnée de chorégraphies calibrées au millimètre, portée par des chanteurs séduisants, à la pointe de la mode ».

### Groupes
La K-pop regroupe principalement des Boys band et Girl group, qui peuvent être séparés par différents critères comme le style d'un groupe ou la génération à laquelle un groupe appartient, en fonction du nombre de membres, etc.

#### Première génération: 1992 - 2000
Les principaux groupes formant la première génération sont dans l'ordre alphabétique : Fin.K.L, H.O.T., SES, Shinhwa, Seo Taiji, etc. Cette génération a marqué le début de la K-pop, soit dans les années 1990. À cette période, les candidats pour former un groupe sont généralement des personnes à la fin de leur adolescence et vivant à Séoul. Le système de formation au métier de chanteur est établi à ce moment-là et ne dure que quelques mois.

#### Deuxième génération: 2000 - 2012
La seconde génération peut être citée comme celle ayant propulsée la K-pop dans le monde entier avec le début d'internet, on peut nommer dans l'ordre alphabétique : 2NE1, 2PM, BigBang, f(x), Girls' Generation, Kara, T-ara, SHINee , Super Junior, etc. Elle s'étend du milieu des années 2000 au début des années 2010. Cette génération est aussi apparentée à la période où la musique numérique était beaucoup plus populaire que les albums ou CD physiques. La K-pop bénéficie d'une reconnaissance médiatique internationale croissante avec quelques groupes. C'est également cette génération qui a connu un grand changement dans le paysage de la K-pop. En effet, les groupes masculins étaient les plus appréciés du public tandis que les groupes féminins avaient plus de difficulté à se faire connaître. Un événement illustrant bien cet aspect est le fameux black ocean auquel les Girls' Generation ont du faire face lors du Dream Concert de 2008. Alors que les autres groupes voyaient leur public avec des light sticks et des acclamations, le groupe féminin a expérimenté 10 minutes de silence pendant leur performance. Cependant, dans les années qui ont suivi, l'image des groupes féminins s'est améliorée et ils ont attiré plus d'attention, dépassant même la popularité des groupes masculins. Ce dernier constat s'est fait par la victoire de plusieurs groupes féminins contre des groupes masculins lors de cérémonies musicales importantes en Asie. Notamment le Daesang du meilleur album de l'année (équivalent du grand prix en Corée du Sud) remporté pour la première fois en 2010 au Golden Disk Awards par un groupe féminin. De plus, 2NE1 était le seul groupe de filles à remporter un album de l'année aux MelOn Music Awards dans les années 2010, en remportant deux. La plupart des groupes féminins de cette génération ont arrêté leurs activités à la fin de leur contrat,. Les groupes masculins sont pour la plupart toujours actifs. L'année 2022 est marquée par une nouvelle vague d'activités promotionnelles de la part des groupes féminins de cette génération : La performance des 2NE1 lors du Coachella Festival ainsi que la sortie d'un album pour les quinze ans de carrières des Girls' Generation et des Kara. Ces événements ont marqué l'histoire de la K-Pop, car aucun groupe féminin n'avait repris son activité après plusieurs années de hiatus. Big Bang ont quant à eux sorti une ballade à 4 ressemblant à celle du dernier titre des 2NE1 donc annonçant sûrement que la fin est proche pour le groupe de garçons. 
Entre cette génération et la suivante, une génération surnommée « la génération 2.5 » voit de nouveaux groupes débuter. Durant ces années, les groupes de la génération précédentes sont pour la plupart très célèbres et continuent de gagner de la popularité. Les groupes débutant à ce moment connaissent un succès plutôt rapide et présentent des concepts jusque là assez rares. Quelques groupes qui ont marqué le plus cette génération sont dans l'ordre alphabétique : Apink, Girl's Day, Infinite, Miss A, Sistar, etc. Les groupes comme Sistar ou Miss A ont préféré ne pas renouveler leur contrat et ainsi poursuivre des carrières individuelles, que cela soit dans la musique ou dans le cinéma,.

#### Troisième génération: 2012 - 2018
La troisième génération serait celle qui comprend les groupes ayant débuté après 2012, dans l'ordre alphabétique : BLACKPINK, BTS, EXO, GFriend, Got7, IKON, Mamamoo, NCT, Red Velvet, Seventeen, Twice, etc. On assiste avec cette génération à une augmentation des vues sur YouTube beaucoup plus rapide qu'avec la génération précédente. Cela peut s'expliquer par une meilleure disponibilité du réseau. C'est également lors de cette génération qu'émerge les groupes formés par le biais d'émissions télévisées et que l’intégration d’étrangers sans lien avec la Corée est devenue plus active. En effet, lorsque ces groupes ont débuté, ils avaient déjà comme objectif le marché international et la sortie de chansons en anglais s'est de plus en plus popularisée. Les groupes de cette génération sont toujours actifs pour la plupart, même s'ils commencent à laisser de la place aux nouveaux groupes, par exemple le groupe EXO voit ses activités ralenties par rapport au début de leur carrière. Les années 2010 marquent également la normalisation de YouTube ou encore de Spotify, ainsi la majorité des albums des artistes de cette génération (et des suivantes) figurent sur les propres pages, contrairement aux groupes des générations précédentes. Par exemple, les premiers titres de Girls' Generation ainsi que la plupart de leurs chansons japonaises ne figurent pas sur Spotify.

#### Quatrième génération: 2018 à 2022
La quatrième génération comprend les groupes ayant débuté dès la fin de l'année 2018, et est composée de groupes tels que : aespa, Ateez, Enhypen, (G)I-dle, Itzy, IVE, NewJeans, Le Sserafim, Stray Kids, TXT etc. Cette génération est caractérisée par l'utilisation massive des réseaux sociaux comme Instagram, Twitter et de la plateforme multimédia TikTok, ainsi que par l'utilisation stratégique des hashtag et des techniques de marketing permettant d'augmenter la reconnaissance médiatique à l'international. Les artistes de cette génération opèrent en ciblant le marché mondial. En opposition à la seconde génération, ce sont cette fois les groupes masculins qui peinent à être populaire auprès du grand public. Avec la mondialisation de la K-pop, des labels sud-coréens commencent à former des groupes locaux qui sont actif dans leur pays, tel que WayV en Chine ou NiziU au Japon. Il est intéressant de noter un parallélisme entre l'évolution de la musique, du moins de la K-pop, et de la technologie. En effet, pour répondre aux attentes du public et offrir une qualité optimale, la plupart des clips musicaux sortis depuis les années 2020 possèdent un sous-titrage officiel au moins en anglais et une qualité 4K voire plus est proposée sur YouTube.

#### Cinquième génération: à partir de 2023
La cinquième génération semble avoir doucement démarrée depuis 2023 avec les débuts de groupes tels que Zerobaseone, Riize, Kiss of Life, Boynextdoor, BabyMonster, Illit, Young Posse, Badvillain, Unis, TWS. Cette génération démarre par un regain de popularité des groupes masculins auprès du grand public, après une quatrième génération dominée par les groupes féminins,. En 2024, malgré une popularité de la K-pop toujours grandissante, les ventes d'albums physiques chutent,. La raison à cela pourrait être les restrictions du gouvernement chinois vis-à-vis de la diffusion de la culture sud-coréenne, limitant alors l'achat des fandoms chinois qui représentent une grande proportion des ventes d'albums K-pop,.

#### Comparaison des générations
Une des principales différences entre les générations est le type de support musical. En effet, la première va voir ses ventes de CD et d'albums très élevées, la seconde les ventes physiques seront faibles mais aura des ventes numériques (en téléchargement) au contraire élevées. Enfin, les autres voient leurs ventes physiques et numériques augmenter sans préférences pour un type de support particulier.
Bien que ces limitations de générations ne sont pas officielles, c'est ce que les médias coréens utilisent pour qualifier un groupe, ainsi selon les différentes sources que l'on peut trouver, certains diront qu'il y a aujourd'hui cinq générations, par exemple. Il est à noter que les artistes des générations précédentes et qui sont toujours actifs adoptent les nouvelles méthodes de marketing pour viser un public plus jeune.
Il n'est pas rare de voir des comparaisons entre ces générations, afin d'observer les changements. Mais il arrive souvent que des classements mélangent ces générations, alors que cela parait être un raisonnement absurde. Un groupe de la seconde génération aura beaucoup de difficulté à figurer sur le classement des artistes les plus écoutés sur Spotify, tandis qu'un groupe de la troisième et quatrième aura plus de facilité, car ces derniers sortent leurs pistes sur cette plateforme depuis leurs débuts. Ou encore, la comparaison du nombre de trophées gagnés lors des émissions musicales n'est pas cohérente, car des boycotts arrivent régulièrement entre des chaînes de télévisions coréennes et des agences musicales. Depuis les dernières années, ces phénomènes sont plus rares, mais en 2009 par exemple, alors que les Girls' Generation était en train d'atteindre le summum de leur carrière, notamment en remportant la première place au Music Bank pendant neuf semaines d'affilée, elles n'en ont pas obtenu au M Countdown ni aux MAMA Awards. Cette année était particulièrement compliquée entre la SM Entertainment et la chaîne Mnet sur laquelle aucun artiste de la SM Entertainment n'y était allé, malgré leurs popularités.

### Sous-groupes ou sous-unités
Pour améliorer leur stratégie de marketing, des agences musicales ont eu l'idée de créer des sous-groupes. Ce sont des groupes composés d'une partie des membres d'un groupe déjà existant. Il peut y avoir plusieurs raisons à cela. Premièrement, le fait de réduire le nombre de membres va permettre de sélectionner des fans et de mieux les cibler, par exemple le sous-groupe Super Junior-K.R.Y. est composé des principaux vocalistes du groupe Super Junior, et chante plutôt des ballades. Ainsi ce seront plutôt un public aimant ce genre musical qui sera touché. Comme second exemple, un autre sous-groupe issu de Super Junior, nommé Super Junior-M a pour but de viser le public chinois, et cela en sortant des albums en mandarin. La particularité de ce sous-groupe est qu'il contenait aussi des membres qui ne font pas partie du groupe de base à savoir Henry Lau, Zhou Mi et Han Geng.
Une autre raison de lancer un sous-groupe, va être de conserver une certaine activité musicale de la part de certains membres du groupe sans être forcément au complet. Si on prend l'exemple de Girls' Generation-Oh!GG, ce sous-groupe a débuté en 2018, soit 11 ans après les débuts du groupe de base. Cela s'explique par le fait, qu'au bout de leur dixième anniversaire trois membres ont décidé de changer d'agence, rendant les activités du groupe au complet compliquées. Ainsi, le sous-groupe est composé des membres ayant décidés de rester dans l'agence originelle du groupe. Un autre exemple similaire est celui du groupe NU'EST. Pendant, qu'un de ses membres faisait des activités à part, le groupe a continué mais sous un autre nom : NU'EST-W.
Un sous-groupe modélisant bien l'intérêt et le but de ce système est NCT. En effet, ce groupe a la particularité de n'avoir que des sous-groupes. Donc chaque sous-groupe va viser un public en particulier. Par exemple NCT Dream va viser un public très jeune, NCT 127 vise le public coréen en général, etc,.

### Solistes
Dans la K-pop en général, il y a déjà des chanteurs solistes comme Ailee, BoA, Eric Nam, IU, Rain, etc. Mais il y a aussi plein de chanteurs solistes qui, à la fin de leur contrat en groupe, décident d’entamer une carrière en tant que solistes. On peut citer Choi Ye-na, Chung Ha, Jeon Somi, Jo Yu-ri, Kang Daniel, Kwon Eunbi, et bien d'autres encore. Une autre possibilité est qu'au cours de la carrière d'un groupe, un membre peut être amené à sortir des chansons seul à l'occasion de musiques de film ou drama, comme Taeyeon. Enfin, une autre méthode qui se fait de plus en plus est simplement un début en solo pour un membre ou plus toujours en faisant partie d'un groupe. Cela peut s'expliquer par le fait qu'au sein d'un groupe composé de plusieurs membres, certains n'ont pas assez de temps de chant durant une chanson alors que leur rêve était de devenir chanteur et pouvoir chanter une chanson en entier. Comme solistes ayant suivi cette dernière méthode de début on peut citer : Baekhyun, Dawn, Henry Lau, Hyorin, Hyuna, Hwasa, Jackson Wang, Jessi, Kim Sung-kyu, Kyuhyun, Seohyun, Sunmi, etc.
Il existe des cas particuliers parmi les solistes. Ainsi les chanteurs James Lee (ex-membre du groupe Royal Pirates) et Tiffany, après avoir eu une carrière axée vers la K-pop, sont tous les deux partis écrire un nouveau chapitre de leur carrière artistique en s'exportant aux États-Unis en tant que soliste.
Ainsi, non seulement des solistes restent dans la K-pop (et/ou J-pop), mais certains visent le marché américain.

### Groupes hybrides
Le lancement de SuperM en 2019 par la SM Entertainment reflète sa volonté à atteindre le plus de public. En effet, la particularité de ce groupe est qu'il soit composé de personnes faisant déjà partis d'un autre groupe de l'agence (Shinee, Exo et NCT), trois groupes de différentes générations et attirant un public vaste. Par la suite, l'agence lance également la version féminine GOT The Beat composé de membres de 4 générations différentes et de 3 groupes différents ainsi qu'une soliste (respectivement Girls' Generation, Red Velvet et Aespa et BoA). 
D'autres groupes également naissent, comme M.M.D qui regroupe des membres d'anciens groupes féminins de générations différentes, devenus des mères de famille. Ou encore WSG Wannabe qui regroupe des chanteuses d'anciens groupes.

### Groupes temporaires
Avec l'apparition d'émissions comme Produce 101, de plus en plus de chaînes de télévision ont suivi le principe : les émissions d'auditions pour la formation d'un groupe composé de membres choisi par les spectateurs (le vote de ces derniers jouent un rôle important dans le classement final des candidats). Cependant, les groupes ainsi nés sont uniquement temporaires. En effet, puisque les candidats proviennent de différentes agences, ils doivent repartir dans leurs agences repectives au bout d'un certain temps afin de débuter dans un groupe formé par l'agence elle-même. Cela permet aux candidats de se faire connaître auprès du public, et surtout attirer l'attention sur le groupe dans lequel ils débuteront après avoir terminé leurs activités au sein de groupe formé par l'émission. 
Par exemple, Kim Se-Jung a pu débuter via la saison 1 de Produce 101, au sein du groupe I.O.I, puis à la fin du contrat, elle a débuté dans sa propre agence dans le groupe Gugudan. Sakura Miyawaki et Chaewon ont fait partie du groupe IZ*ONE formé à partir de Produce 48 et font maintenant partie de Le Sserafim tandis que Jang Won-young et An Yu-jin se sont retrouvées dans le groupe IVE.
Cependant une idole a fait un parcours particulier : Choi Yu-jin; elle faisait partie du groupe CLC, après avoir été sélectionnée par une agence, comme la plupart des groupes. Mais quand ce groupe s'est retrouvé à se séparer, ou plus précisément, lorsqu'elle a appris que leur agence ne comptait plus continuer à promouvoir le groupe, la chanteuse s'est décidée à participer à une émission de télé-réalité (Girls Planet 999) dans le but d'être sélectionnée pour être dans un groupe temporaire (Kep1er) pour se faire repérer de nouveau pendant les deux ans et demi de contrat du groupe.
Hyuna a elle aussi eu un parcours éprouvant puisqu'elle fut membre des Wonder Girls sous la JYP Entertainment pour ensuite quitter les deux et aller dans un autre groupe 4Minute et une autre agence Cube Entertainment. Elle fut virée de cette dernière, car elle s'était affichée publiquement avec son petit copain de l'époque Dawn (rapper) (en), celui-ci étant dans un groupe Pentagon de la même agence. Ils ont donc décidé d'aller dans l'agence de PSY, la PNation, de laquelle ils ont fini par partir.

### Concepts
Les concepts sont des thèmes spécifiques que les idoles de Kpop suivent afin de revenir ou en tant qu'identité de groupe cohérente pour leur nouvel album. Ces thèmes sont illustrés à travers le genre et les paroles de leurs chansons, le contexte et l'ambiance de leurs vidéoclips, et surtout le style expérimental de leurs vêtements. Ce qui distingue ces concepts de la culture pop occidentale, c'est que l'industrie de la Kpop met généralement beaucoup plus d'efforts pour présenter ces thèmes sélectionnés. Certains groupes de K-pop utilisent même des scénarios avec des éléments futuristes, d'horreur ou fantastiques juste pour donner une forte impression. La plupart du temps, les employés des agences de divertissement eux-mêmes sont ceux qui proposent des concepts à imiter pour les idoles de Kpop. Par exemple, le groupe Girl's Day s'est confié sur le fait que leur concept qualifié de « mignon » à leur début ne leur correspondait pas, ainsi le changement pour un concept plus mature et sexy lors de leur comeback avec la chanson « Something » leur convenait. Il arrive cependant que les idoles elles-mêmes choisissent leurs concepts dans une certaine mesure, surtout lorsqu'elles produisent et écrivent également des chansons (c'est le cas de BTS) ou bien pour des raisons de maturité du groupe. En effet, un groupe célébrant ses quinze ans de carrière ne va pas se soumettre à un concept imposé par l'agence, mais aura plus de liberté (cas de Girls' Generation notamment).
Selon leurs objectifs, ils peuvent choisir des concepts tendances qui plairont à coup sûr aux fans ou des thèmes uniques pour des pièces fraîches et potentiellement emblématiques. Les groupes de K-pop peuvent s'en tenir à leur concept original ou avoir plusieurs concepts. 
Dreamcatcher est un exemple qui suit un concept cohérent. De leurs débuts avec "Chase Me" à leur plus récent clip, "Vision", le style musical du groupe reste cohérent ,. Du côté des groupes masculins, VIXX s'est démarqué pour son concept sombre adopté au cours de leur carrière et a tenu ce concept jusqu'à leur dernier comeback.
Un exemple d'un concept très populaire est le concept de lycée ou d'école, un thème apprécié des fans qui offre une ambiance jeune et charmante. Comme les uniformes scolaires communs d'Asie de l'Est, la jupe plissée et le chemisier blanc sont les éléments de base du concept. Ils sont parfois associés à un blazer pour un look plus formel. Par exemple, STAYC peut être vu portant un joli uniforme de lycée dans leur chanson "Stereotype".

Parfois le concept d'un groupe peut justement être le changement de concept à chaque nouvel album. Ainsi, les Girls' Generation, n'ont fait que changer de concept à chaque comeback, passant du mignon au sexy, ainsi qu'au sombre et au rétro.

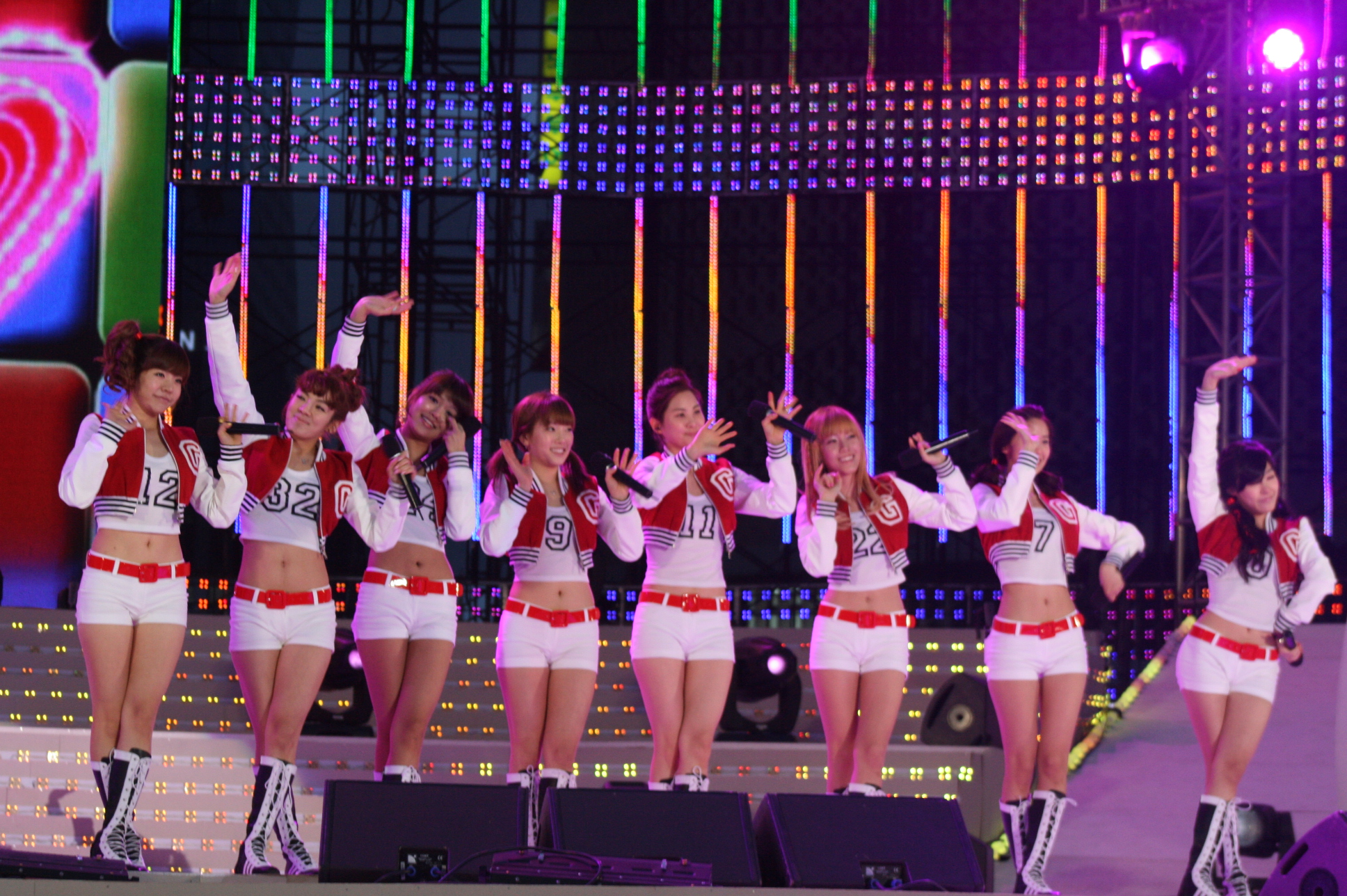
Les Girls' Generation avec leur concept de pom-pom girls opté pour leur chanson Oh!
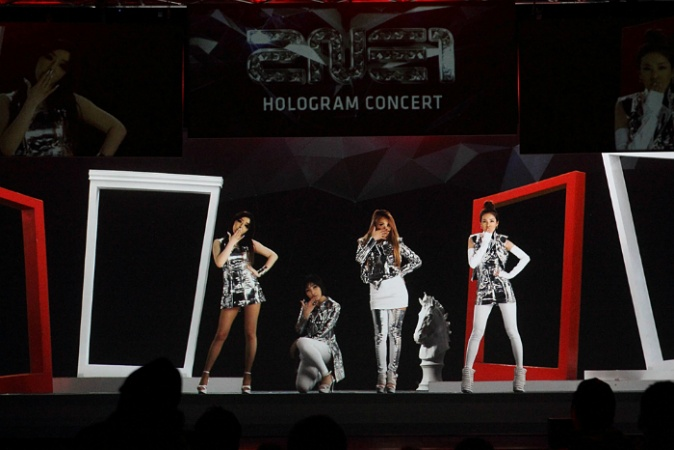
Les 2NE1 avec un concept très différent de ce que la majorité des groupes féminins pouvaient présenter
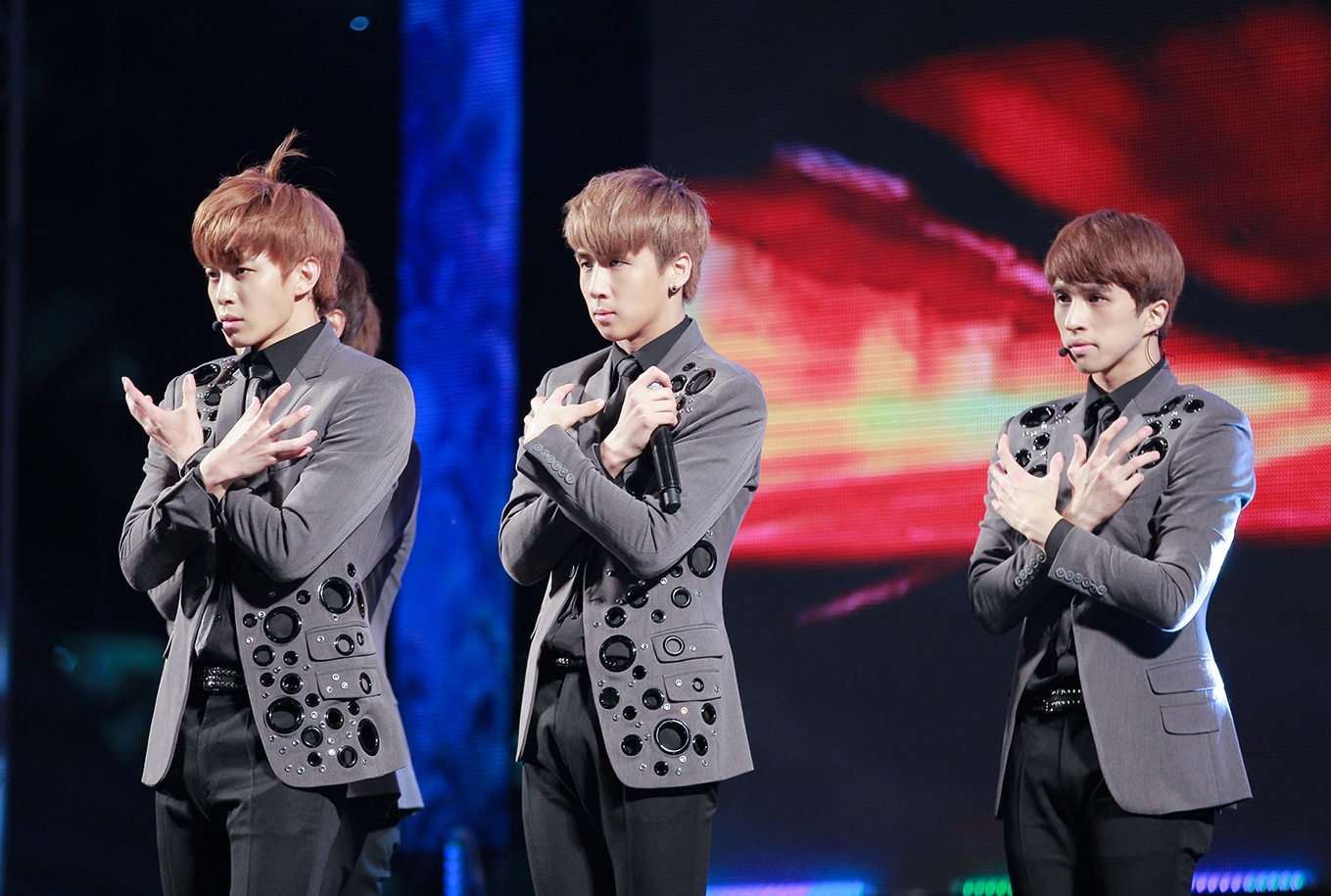
Les VIXX avec un concept plutôt sombre
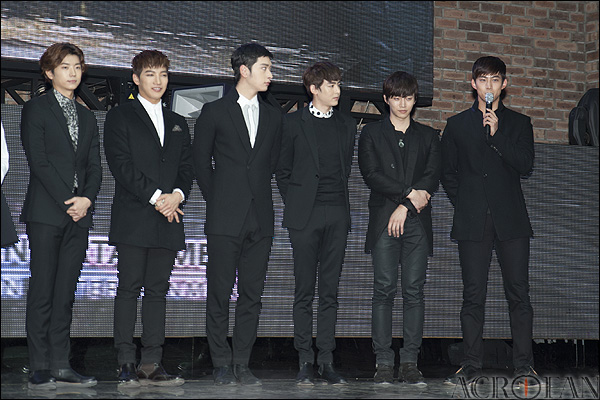
Les 2PM un groupe connu comme étant les représentants du concept sexy masculin
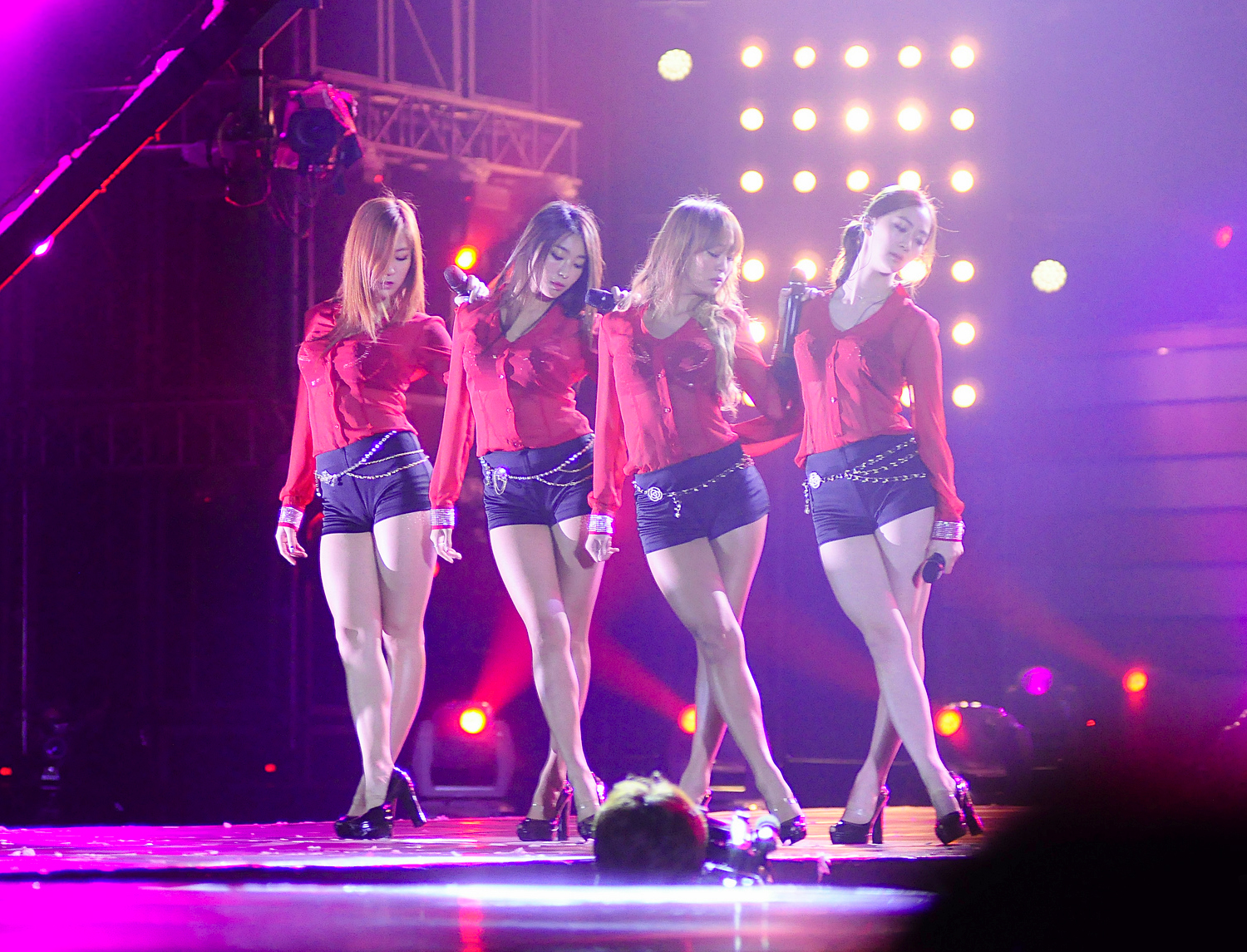
Les Sistar connues pour leur concept sexy féminin
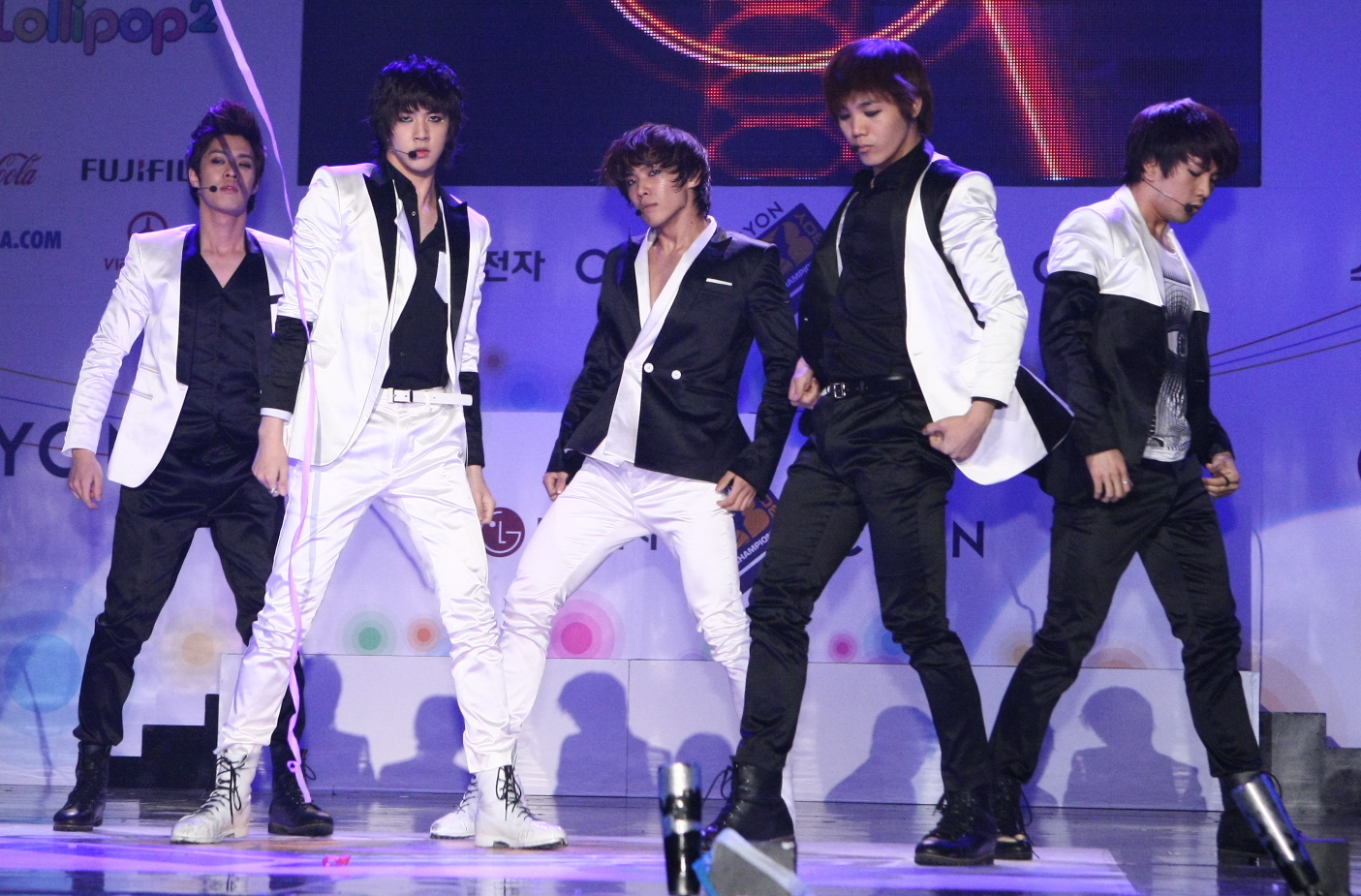
Les MBLAQ avec un concept noir&blanc durant une performance pour leur chanson Y

### Promotions
Dans le domaine de la K-pop, les artistes sont très souvent amenés à avoir une période de promotion pour leur nouvel album ou single. Il y a donc pour cela plusieurs moyens. Tout d'abord, la sortie de teaser, ces derniers sont des objets multimédias, donc pouvant prendre la forme d'une photo, d'une vidéo ou bien d'un audio. Ils servent à donner un aperçu du concept choisi par le groupe pour la chanson titre. Cette pratique n'est pas nouvelle, en effet on peut citer un teaser pour la chanson Genie des Girls' Generation sortie en 2009, cependant la liste des types de teaser s'élargit de plus en plus, en effet aujourd'hui, certains groupes dévoilent des medley de leur nouvel album par exemple,.
Après la sortie du nouvel album, les artistes ont le choix entre ne rien faire, donner un concert, faire un showcase, participer à des émissions musicales, etc. En majorité, c'est cette dernière option qui est retenue mais il se peut que certains artistes choisissent de promouvoir leur album de plusieurs façons. Les artistes interprètent leur nouveau titre dans des émissions musicales, notamment Show! Music Core, M Countdown, Music Bank, et bien d'autres. Durant celles-ci, les chanteurs sont invités à entonner leur chanson titre mais aussi une deuxième piste figurant dans leur nouvel album, on peut citer CIX dans l'exemple ci-dessus, ou bien Infinite qui avaient interprété leur chanson titre The Eye et la chanson Thank You après la sortie de leur nouvel album, lors de leur premier live dans l'émission M Countdown en 2016,. Il peut arriver qu'un groupe entonne même trois chansons, par exemple les Girls' Generation avaient eu l'occasion de chanter Lion Heart, You Think et Show Girls le même jour pour le Show! Music Core en 2015,,. Il est à noter que la permission d'interpréter deux chansons (ou plus) est donnée seulement pour la première semaine suivant la sortie du nouvel album ; les semaines suivantes, soit le groupe décide d'arrêter les émissions musicales, soit le groupe continue, mais ne chantera que la chanson titre.
Il existe plusieurs intérêts à participer à une émission musicale : augmenter la visibilité du groupe, gagner l'attention du public ou encore gagner un trophée attribué à l'artiste classé numéro 1 pour la semaine. Les critères pour ce classement dépendent de chaque émission. De plus, certaines émissions n'attribuaient pas de trophées pour la première place pendant les générations précédentes. Une comparaison entre des artistes de différentes générations sur le nombre de trophées obtenus dans ce genre d'émissions n'est alors pas significatif.
Depuis quelques années, la plupart des groupes optent pour une promotion "complète", incluant donc un showcase, des passages à la télévision, à la radio. L'exemple de CIX illustre bien cette pratique. Le groupe a fait un showcase pour promouvoir son premier mini-album, hello chapter 1 : hello stranger, mais a aussi promu la chanson titre Movie Star et une autre piste de l'album What you wanted dans plusieurs émissions.
Comme expliqué dans la partie sur les différentes générations de la K-pop, la durée de vie des groupes dépasse rarement les dix années, en particulier chez les groupes féminins. La plupart des membres souhaitant poursuivre une carrière individuelle sous une autre agence, le fait de pouvoir se regrouper pour produire un nouvel album se révèle être compliqué. Un changement de tendance est cependant survenu avec le retour de plusieurs groupes de la seconde génération comme les 2PM, Girls' Generation ou encore Kara après plus de dix ans de carrière. Ces derniers comebacks pourraient être l'occasion pour les groupes plus jeunes de poursuivre sur cette voie et ainsi allonger la longévité moyenne des groupes de K-pop.

## Industrie de la K-pop

### Labels
Les quatre plus grandes maisons de production coréennes sont SM Entertainment, JYP Entertainment, YG Entertainment et Hybe Label. Appelées les Big Four (anciennement « Big Three »), elles dégagent des bénéfices allant jusqu'à dix milliards de wons. Pour le troisième trimestre de l'année 2018, le label Big Hit Entertainment a eu un revenu net de 214,2 milliards de wons (soit à peu près 167 millions euros), SM Entertainment 168,7 milliards de wons (soit à peu près 130,7 millions euros), YG Entertainment 65,2 milliards de wons (soit à peu près 50,5 millions euros) et JYP Entertainment 34,8 milliards de wons (soit à peu près 26,9 millions euros).

### Controverses
Les agences gérant la K-pop ont beaucoup été critiquées pour l'exploitation de leurs artistes à travers des heures de travaux élevées et des contrats stricts, ces derniers décrits comme des "contrats d'esclavage" dans une émission de la chaîne britannique BBC BBC report. D'après The Hollywood Reporter, "le marché du divertissement coréen est improvisé et non régulé. De nombreuses stars de la K-pop - dont beaucoup sont des idoles adolescentes - sont connues pour s'être entraînées et avoir donné des performances sans dormir".
En juillet 2009, la SM Entertainment a été appelée au tribunal par des membres des groupes TVXQ et Super Junior, qui ont porté plainte à cause des conditions de travail ayant affecté leur santé,. Cela a engendré la rupture des contrats pour les membres concernés et depuis des mesures juridiques ont été mises en place.
En 2014, la Corée du Sud fait passer une loi qui régule l'industrie musicale, protégeant les chanteurs en dessous de 19 ans de conditions de travail dangereuses pour la santé et de performances excessivement sexualisées. La loi leur garantit aussi le droit de suivre une scolarité, de se reposer et de dormir. La loi précise que si ces mesures ne sont pas respectées, la société incriminée risque une amende pouvant s'élever à l'équivalent de 10 000 $.
Le 18 décembre 2017, la K-pop vit un événement qui a fait parler dans une grande partie du monde. Il s'agit du décès de Jonghyun, chanteur du groupe SHINee des suites d'un suicide. Cette tragédie a notamment mis en lumière les conditions de vie et de travail difficiles, les clauses léonines (« contrat d'esclavage ») imposées aux artistes par les agences ainsi que les problèmes psychologiques que peuvent subir les idoles.
En 2019, l'image de la K-pop est de nouveau écornée en raison de plusieurs scandales et suicides : le scandale du Burning Sun, une affaire de viols filmés aux ramifications multiples, sur fond d'allégations de réseaux de prostitution et de corruption policière, qui implique plusieurs chanteurs connus et autres personnalités de la K-pop ; les suicides de deux chanteuses, Sulli et Goo Hara, toutes deux victimes de cyberharcèlement, puis la révélation de trucage de télécrochets fait par le producteur Yang Hyun-suk, aussi impliqué dans l'affaire du Burning Sun, etc.
Par ailleurs, cette industrie a connu d'autres controverses liées aux pratiques de certaines agences musicales. Par exemple, la SM Entertainment a connu de vives critiques liées au management de ses artistes. Non seulement celle citée plus haut avec le groupe TVXQ, mais également le licenciement de Jessica Jung du groupe Girls' Generation qui reste incompris par la grande majorité du public, la promotion étonnamment courte (trois jours seulement) des Girls' Generation pour leur comeback fêtant leur dixième anniversaire, et bien d'autres.
Parfois les controverses viennent aussi du côté du public. Des fans de certains groupes sont critiqués à la suite de l'envoi de cadeaux inappropriés à leurs artistes préférés ou pour avoir agi de façon inacceptable vis-à-vis des artistes. Il semble que c'est le groupe TVXQ qui est celui ayant été le plus sujet à ce genre de controverses. Par exemple, des fans avaient créé un double de la clé de leur dortoir, d'autres ont offert leur sang menstruel à un membre du groupe.
D'autres controverses existent au sein d'un groupe, en général à cause de harcèlement d'un membre en particulier par l'ensemble des autres membres comme ce fut le cas chez les After School ou de disputes et menaces pouvant faire l'objet de scandales et d'interruption des activités d'un groupe pendant une certaine période, comme cela a été le cas avec le groupe T-ara.
Un autre sujet de controverse peut être les excuses publiques ainsi que les demandes d'excuses publiques faites par les artistes de K-pop lorsqu'ils ont fait une faute. Pour le public international, ces excuses sont parfois inutiles ou exagérées, tandis que le public coréen est celui qui a l'habitude d'en demander dès qu'un artiste commet une erreur pouvant être grave. Par exemple, il n'est pas rare de voir des artistes écrire une lettre d'excuse pour avoir caché leur relation amoureuse, avoir utilisé un émoji rappelant l'époque coloniale de la Corée, et bien d'autres,.

### Concurrence/Rivalité
En Corée du Sud, plus de 60 groupes d'idoles débutent chaque année. Mais la plupart des groupes sont "sous-cotés" ou disparaissent. Comme 1TEAM, un groupe qui s'est dissous 2 années après son début dû à son manque de popularité, 2 des 5 membres ont été recrutés par Spire Entertainment pour faire partie du groupe Omega X.
Quelques exemples de groupes sous-cotés : BAE173, IN2IT, Cignature, TRENDZ, H1-KEY, IRRIS, etc.
Les médias sud-coréens avaient tendances à mettre en concurrence des groupes ayant des points communs comme les Wonder Girls, Kara et Girls' Generation, car les trois groupes féminins, bien qu'ayant une image très différente les unes des autres, ont débuté en 2007 et ont tout de suite capté l'attention du public. L'acronyme Won-Ka-So (pour Wonder Girls, Kara et Sonyo Shidae) est d'ailleurs repris par le public pour qualifier cette période . Les membres des groupes ont expliqué n'avoir pas eu de tensions avec les autres groupes, mais que les médias forgeaient parfois leurs idées, ressentant ainsi quelques "fausses" tensions entre elles .

### Clips musicaux
L'un des facteurs de succès de K-POP est le clip (aussi appelé "MV" pour Music Video, clip en anglais). Une vidéo musicale bien conçue est également l'une des armes secrètes qui attire l'attention des fans. Le concept qui correspond à la chanson, l'utilisation d'accessoires et l'harmonie des costumes qui reflètent les caractéristiques individuelles et divers effets spéciaux incitent les fans à la revoir. Par rapport aux clips de chanteurs étrangers, les clips de chanteurs de K-pop ont leurs propres caractéristiques, et les fans étrangers les acceptent également sans hésiter. On peut dire que la raison en est que les clips des chanteurs coréens ne concernent pas seulement la danse et le chant, mais parce que les clips s'inscrivent dans l'univers du groupe. Certains artistes ont leur propre univers, et donc une histoire. Les fans sont encore plus dans l'attente du prochain clip, afin de connaître la suite de cette histoire.
Par exemple LOONA, qui est connu dans la communauté pour avoir une histoire difficile à comprendre, a un monde inspiré du Ruban de Möbius. On pourrait aussi parler de Billlie, qui parlent de la disparition d'une certaine Billlie love le onzième jour. Ou bien de CIX qui mêlent le harcèlement à la Divine Comédie.

### Danse de groupe
La danse de groupe est l'un des éléments importants de la K-Pop. La danse de groupe a commencé avec des chanteurs changeant de siège lorsque plusieurs personnes décorent la scène. À partir de la scène de Seo Taiji and Boys, le changement de siège est devenu public, ce qui a ensuite influencé la chorégraphie K-pop. La chanson est parfois utilisée pour correspondre à la chorégraphie, et l'accent est mis sur le fait que les fans peuvent ou non la suivre facilement.

## Développement

### Japon et Asie
C’est à partir du début des années 2000 que la K-pop s'exporte au Japon avec des artistes comme BoA ou TVXQ.
Poussés par la taille du marché japonais (le Japon est le deuxième marché mondial pour l’industrie musicale, derrière les États-Unis) et par la crise qui frappe de plein fouet l’industrie musicale coréenne au début des années 2000, les labels coréens tentent dans un premier temps de conquérir le marché japonais et le Japon devient la première étape dans la stratégie de développement de la K-pop en Extrême-Orient. Les maisons de disques coréennes coopèrent avec les japonaises pour adapter le plus possible leurs artistes et leur marketing au marché japonais. Un des éléments essentiels consiste à faire apprendre le japonais aux artistes et aux groupes de K-pop destinés à faire carrière au Japon. De cette façon, ils peuvent supprimer la barrière de la langue, et interpréter sans difficulté leurs chansons traduites systématiquement en japonais.
Tous ces efforts ont produit leurs effets puisque depuis quelques années, la K-pop est devenue un genre musical très populaire au Japon. La K-pop représente, en 2011, 7,8 % du chiffre d'affaires total de l'industrie musicale japonaise, pour une valeur de 309,5 millions de dollars. Le classement officiel des ventes de singles et d’albums, publié par l’Oricon, témoigne de ce succès. Les singles et albums coréens y battent régulièrement des records de vente dans la catégorie des artistes non-Japonais, et atteignent très souvent les premières places dans les classements. Parmi les artistes et les groupes de K-pop les plus populaires au Japon, on retrouve BoA, TVXQ, Girls' Generation, Kara, Super Junior, BIGBANG, Rain, SHINee, 2PM, Bangtan Boys et EXO.
La K-pop est déjà connue depuis plusieurs années dans les pays d'Asie du Sud-Est. Les groupes de K-pop réalisent fréquemment des tournées dans ces pays. À Taïwan par exemple, l'exposition médiatique est telle que l'on retrouve des stars coréennes dans les publicités pour les enfants et les jeunes, et les chaînes de télévision accordent une large place à la K-pop lorsqu'elles diffusent des programmes musicaux. De plus, le gouvernement coréen a déjà manifesté officiellement sa volonté de conquérir les pays d'Asie du Sud-Est comme Taïwan, la Chine, la Thaïlande, le Viêt Nam, et plus récemment la Malaisie ainsi que les Philippines. La présence d'artistes originaires de ces pays dans de nombreux groupes de K-pop est un outil marketing qui fonctionne, tandis que la relative proximité des cultures d'Extrême-Orient facilite aussi la propagation du phénomène.

### Occident

#### Amérique du Nord et Europe
La K-pop commence à se faire remarquer en Amérique du Nord et en Europe à la fin des années 2000. Durant cette période, certains artistes coréens tentent une percée à l’international, notamment aux États-Unis, à l’image de la chanteuse BoA qui y sort un album tout en anglais en 2009 (classé 127e du Billboard 200 à sa sortie en avril 2009), ou des Wonder Girls dont le single “Nobody” réussit en octobre 2009 l'exploit d'entrer dans le Billboard Hot 100, à la 76e place. Dans le même temps, de nombreux fans occidentaux de la culture japonaise, découvrent progressivement la K-pop, en particulier grâce à sa popularité grandissante au Japon et à la mise en ligne par les labels coréens des clips officiels des chansons sur les grandes plateformes telles que YouTube.
Avec le nombre croissant de fans internationaux de K-pop, les majors coréennes commencent à organiser des concerts et des festivals en Amérique du Nord, en Europe, et également en Amérique du Sud. Ces manifestations rencontrent un très grand succès auprès des fans, les places se vendent généralement très rapidement. Les meilleurs exemples sont le SM Town World Tour et le Music Bank World Tour, deux tournées rassemblant des groupes de K-pop très populaires, et dont les concerts en Asie, en Amérique du Nord, et en Europe ont tous connu un grand succès. De nombreux grands médias traditionnels sur tous les continents consacrent de plus en plus régulièrement des reportages et des articles sur le phénomène K-pop qui se répand dans le monde entier.
En 2011, l'album des BIGBANG, Tonight, est devenu le premier album K-pop à atteindre le top 10 de l'US iTunes chart et est le seul album de langue non-anglaise dans le top 100. Les Girls' Generation seront même invitées à se produire aux très populaires Late Show with David Letterman et Live! With Kelly les 31 janvier et 1er février 2012,.
Un concert gratuit s'est tenu le 21 mai 2012 aux États-Unis, ce concert sponsorisé par Google, était rediffusé en direct sur YouTube à 4 h du matin (heure française). Ce concert d'environ 3 heures a rassemblé plus de 110 000 personnes en ligne venant du monde entier. En reconnaissance de leur style musical unique, de leur mode et de leurs contributions à la diffusion mondiale de Hallyu, 2NE1 a été choisi par Cheil Communications pour parler au nom d'experts internationaux en publicité et communication lors du plus grand événement publicitaire au monde, le Festival international de la créativité en juin 2012. Dans une enquête menée par le bureau parisien de l'Office du tourisme coréen, 2NE1 a été élu groupe de filles K-pop préféré des fans français de Hallyu, avec près de 65% des voix.
Le 3 novembre 2013, battant les One Direction, Lady Gaga et d'autres artistes, les Girls' Generation gagnent le prix de la vidéo de l'année aux YouTube Music Awards.
Classés premiers avec leur album Love Yourself Tear, sur le Billboard World Album Chart, ainsi que le Billboard 200, puis, dans le Top 10 du Billboard Hot 100 avec Fake Love, les BTS se propulsent à la première place du top 100[réf. nécessaire].

#### France
La France est un des pays européens qui réserve actuellement le meilleur accueil à la K-pop. Le meilleur exemple de la popularité de la K-pop dans l'Hexagone remonte à la mise en vente des places pour la date parisienne de la tournée SM Town World Tour en juin 2011, qui rencontre un succès tel que toutes les places sont vendues en 15 minutes. De nombreux fans déçus de ne pas avoir pu acheter une place organisent alors un flash mob géant devant le Musée du Louvre à Paris le 1er mai pour demander un second concert, qu’ils obtiennent. Cette fois, les places se vendent en moins d'une heure. Ce sont donc deux concerts à guichets fermés qui se tiennent les 10 et 11 juin 2011 au Zénith de Paris devant un total de 14 000 fans venus de toute l’Europe.
Le 12 octobre 2011, la major Universal annonce la signature des Girls' Generation pour la promotion de leur carrière à l’international, tandis que le label affilié Polydor annonce quelques jours plus tard la sortie de leur album The Boys sur le territoire national. Après avoir fait une sortie remarquée aux États-Unis le 17 janvier 2012, il se classe 130e des meilleures ventes d’albums en France à sa sortie nationale le 13 février 2012.
Le 9 février 2012, les Girls' Generation sont invitées au Grand Journal de Canal+, puis pour La Boîte à Questions, une première pour un groupe de K-pop,. Le 8 février 2012, le premier Music Bank K-Pop Festival réunit les groupes 2PM, 4Minute, B2ST, Girls' Generation, SHINee, Sistar, T-ara et U-Kiss à Bercy pour un concert devant près de douze mille personnes,. 
En novembre 2014, après être apparu dans une publicité de Microsoft, "I Am the Best" de 2NE1 est devenu la toute première chanson d'un groupe K-pop à figurer sur le classement Syndicat national de l'édition phonographique, atteignant le numéro 61. Il est resté sur le classement pendant 6 semaines. La première K-CON en Europe a lieu à Paris le 2 juin 2016 à l'Accor Hotels Arena, réunissant les groupes Block B, BTS, F.T. Island, f(x), I.O.I, Super Junior et SHINee

## Méthode et organisation

### Utilisation d’Internet
En premier lieu, les majors utilisent intensivement les nouveaux médias, avec par exemple la mise en ligne des clips officiels de leurs artistes sur les plateformes vidéo pour faciliter l’accès à la K-pop aux fans étrangers. Dans ce but, le label coréen SM Entertainment a lancé en 2006 sa propre chaîne sur YouTube, où l'on peut visionner les clips vidéos de ses artistes, cependant l'entreprise utilise une autre chaîne depuis 2011 où elle compte aujourd'hui plus de 18 millions d'abonnés. Plus tard, d'autres labels en ont créé aussi (par exemple YG Entertainment). De même, les maisons de disques et leurs artistes utilisent intensivement les réseaux sociaux comme moyen de promotion, ainsi que de nombreux concours en ligne destinés aux fans étrangers.
L'évolution de la K-pop est liée à l'évolution des réseaux sociaux. En effet, pendant les années 2000 à 2012 environ, YouTube n'était pas le site le plus consulté pour voir les clips des artistes et l'accès à internet n'était pas aussi facile et rapide qu'aujourd'hui. Ainsi, malgré le succès des chansons sorties durant ces années, le nombre de vues des clips n'atteignaient pas un nombre très élevé comparé aux clips plus récents. Par exemple, la chanson Gee des Girls' Generation qui a rencontré un très grand succès dans le monde de la K-pop, a atteint les 100 millions de vues seulement en 2014, soit six ans après sa mise en ligne,. Alors que les clips des autres groupes comme BLACKPINK, BTS, EXO ou Twice atteignent ce nombre très rapidement aujourd'hui et le dépasse sans aucun problème.

### Émissions de télévision
Le parcours classique lorsqu'un groupe ou soliste de K-pop sort une nouvelle chanson est de promouvoir le nouveau titre sur différentes scènes des plus grandes chaines de télévision coréenne, par exemple dans l'émission Music Bank de la chaîne KBS et l'émission Show Champion de la chaîne MBC.

### Méthode de commercialisation
Les labels coréens mettent occasionnellement en vente les chansons de certains groupes sur des plateformes de téléchargement légal comme iTunes.
Suivant les continents et le degré de popularité déjà atteint par la K-pop, on observe également l’émergence de partenariats entre les acteurs coréens et étrangers. On peut par exemple citer l’alliance de la major coréenne YG Entertainment avec la major japonaise Avex pour créer le label YGEX dont le but est la distribution et la promotion des groupes de K-pop au Japon.
Pour offrir plus qu'un simple album, les labels n'hésitent pas à créer de nouvelles méthodes de marketing. Par exemple, l'album Oh! des Girls' Generation était le premier album de K-pop à contenir une photo card. Cela poussait les fans à vouloir acheter plusieurs albums pour collectionner toutes les photo cards. La SM Entertainment a également sorti le premier jeu pour smartphone en 2014 : Superstar SMTown.

### Déplacements à l’étranger
Pour conquérir de nouveaux fans et satisfaire la demande de ceux déjà existants, les groupes de K-pop réalisent des concerts et des tournées fréquentes en Asie, en Amérique du Nord et en Amérique du Sud. Ces déplacements promotionnels contribuent largement à la popularité croissante du genre sur la scène internationale en entraînant une médiatisation.

### Construction des chansons
Les chansons, dont les paroles sont souvent traduites dans plusieurs langues (majoritairement l’anglais, le japonais, et le chinois) pour s’adapter aux différents marchés, sont efficaces, grâce à un titre facile à retenir ainsi qu’un refrain généralement répétitif ou non, certaines chansons ont un refrain entier ou parfois changent de rythme, les paroles des chansons abordent différent thèmes : l'amour et l'acceptation de soi, la confiance en soi, le féminisme, la dépression, l'envie de se dépasser, le harcèlement scolaire, etc. Ainsi, les boys bands BTS et Stray Kids ont abordé les thèmes de confiance en soi et d'amour de soi de nombreuses fois dans leurs chansons. Les BTS ont également abordé à leurs débuts la dureté du système scolaire coréen dans des titres tel que No More Dream , We are Bulletproof ou encore N.O, le girls band 2NE1 était réputé pour avoir un concept badass, girl power, la plupart des chansons sont écrites/co-écrites et/ou produites/co-produites par leurs interprètes.
Les maisons de disques coréennes n’hésitent plus à recourir à des producteurs internationaux très connus pour créer des chansons alliant des sonorités propres à la culture occidentale aux sonorités plus typiquement coréennes.
Depuis 2018, pour viser un plus grand public, le groupe Super Junior a commencé à publier des chansons en espagnol souvent en collaboration avec des chanteurs d'Amérique latine, on peut[style à revoir] citer Reik ou encore Leslie Grace,.
Pour beaucoup de groupes, il arrive souvent de produire des titres pour les fans, appelés les fan songs. Une piste dans l'album est en général consacrée pour ce type de chansons, mais parfois, pour donner plus de sens à leur comeback, un groupe peut décider de proposer plusieurs fan songs[source secondaire souhaitée], comme les Girls' Generation pour leur dixième anniversaire puis leur quinzième anniversaire. Pour ce dernier, la chanson-titre de l'album (Forever 1) a été spécialement commandé auprès de Kenzie (également l'autrice/compositrice de leur chanson de début) pour commémorer cet anniversaire et surtout remercier les fans d'être restés auprès d'elles pendant toutes ces années.

### Contrôle de l’image
Les labels coréens proposent de nombreuses auditions visant à recruter des membres étrangers pour les groupes qu’ils veulent lancer. Les départements de développement des idoles de chaque label coréen sélectionnent des candidats étrangers par le biais du téléphone ou par internet et organisent régulièrement des auditions. Elles essayent par exemple de recruter des candidats en Chine, aux États-Unis, et au Canada.
Le but d’avoir des membres non-coréens dans un groupe est à la fois de lutter contre la barrière de la langue et de permettre aux fans étrangers de s’identifier plus facilement à leurs idoles. Enfin, l’image de chacun des membres des groupes de K-pop est extrêmement soignée et contrôlée. Durant leur période d'entraînement, les jeunes recrues suivent un programme pour perfectionner leur chant, danse, rap, style, jeu d'acteur, langues, attitudes, etc. Ces programmes ont déjà engendré de nombreux scandales, les conditions étant vivement critiquées au même titre que les contrats liant les artistes à leur maison de disques.
C'est pourquoi certains artistes n'hésitent pas à quitter leur agence de début au bout de quelques années de carrière. Par exemple, Tiffany, membre des Girls' Generation, n'a pas renouvelé son contrat avec la SM Entertainment au bout de 10 années de carrière. On peut remarquer que depuis son nouveau contrat avec une agence américaine, l'artiste est beaucoup plus libre dans le choix des chansons, du style, et même de son image, qui paraît moins "contrôlée". Elle le dit elle-même durant une interview que la raison pour laquelle elle n'a pas signé avec une autre agence asiatique était à cause du manque de liberté que ces agences imposent.
Un autre exemple serait celui de Hyuna et Dawn, qui ont dû quitter leur agence parce qu'ils étaient en couple. Ils ont ensuite rejoint le label de Psy : P-Nation qu'ils ont par la suite quitté.

## Fandoms
En Corée du Sud, les fandoms sont des mouvements de soutien reconnus par les labels discographiques.
Le plus grand fandom K-Pop sont les ARMY, fans du fameux groupe BTS[source secondaire nécessaire].
Contrairement au stéréotype sur les fans de K-pop, en 2012 le magazine New York a interviewé des hommes majeurs fans des Girls' Generation, ils y ont avoué aimer le groupe pour leur apparence physique, mais aussi pour l'attitude que le groupe a envers les fans,.
Chaque fan club a sa couleur associée. En Corée du Sud, le Dream concert, est un concert où les fandoms défendent leur groupe favori grâce à des ballons. Ces ballons sont de la couleur officielle du groupe. Par exemple, la couleur des ballons du fan club de Super Junior, les ELF est le bleu saphir.

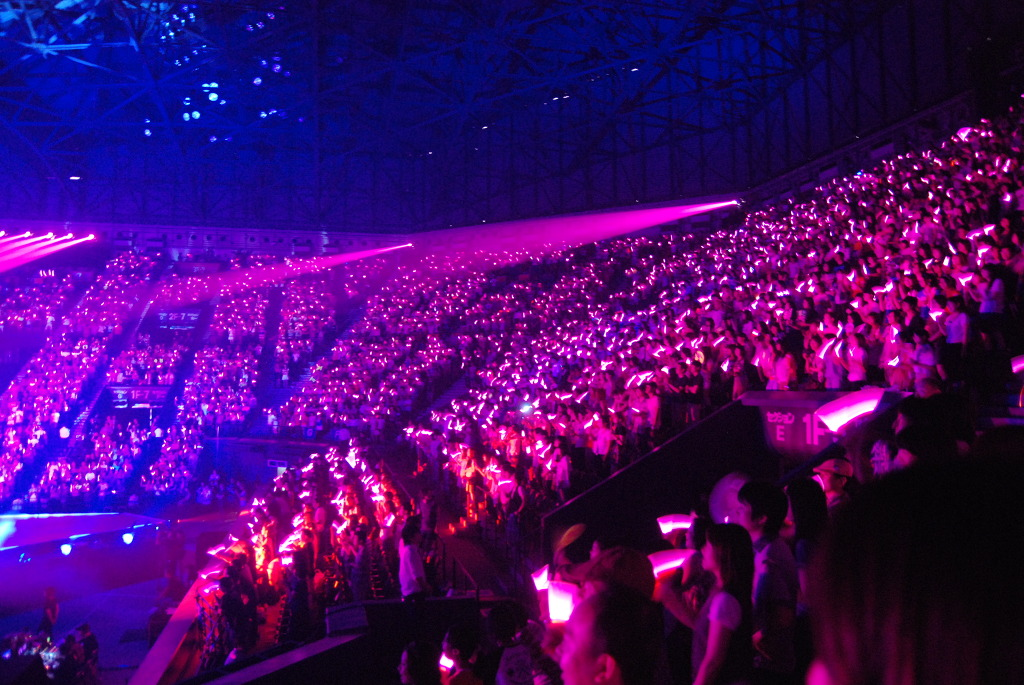
Fans du groupe Girls' Generation avec la couleur officielle du groupe

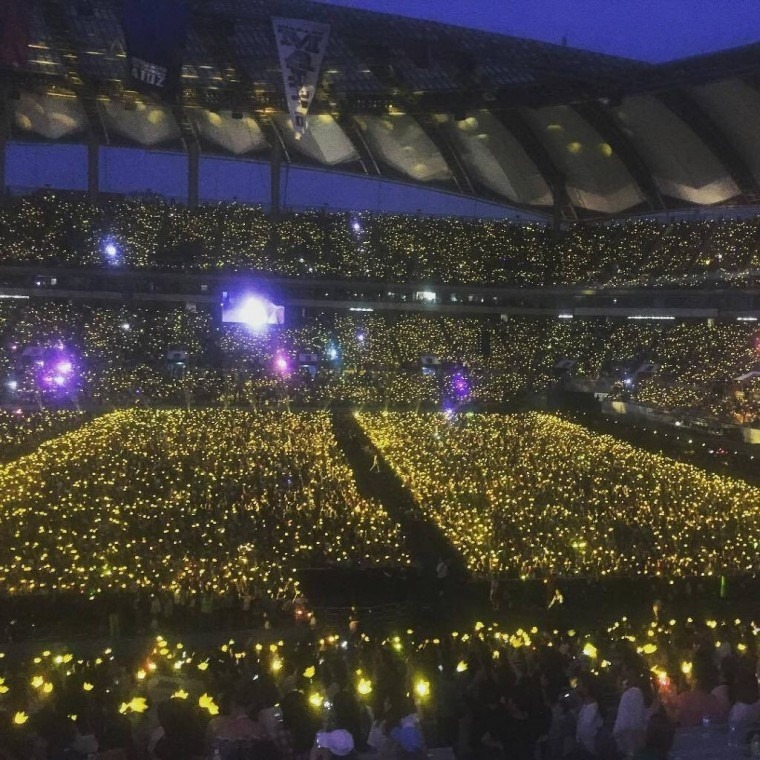
Un océan de couleurs alors qu'ils écoutent Bigbang se produire.

Aujourd'hui, la majorité des groupes possèdent aussi un light stick. Le premier groupe à en avoir eu un est BigBang, celui-ci ayant une forme emblématique : une couronne jaune que leur fandom, les VIPs, utilisent pour soutenir le groupe. Les light sticks existent sous différentes formes : un ourson pour le groupe Apink, une rose pour le groupe BEAST (aujourd'hui connu sous le nom Highlight), une sucette pour le groupe Twice. De plus, certains groupes ont préféré en avoir un pour chaque tournée et donc plusieurs en tout, permettant ainsi d'avoir un light stick correspondant au thème de la tournée, comme la plupart des groupes de la seconde génération. Pour les groupes de la troisième génération et les suivantes, il y a eu la généralisation des light sticks officiels dont la grande majorité possède un, quelques années après leur début. Ainsi, les groupes de la seconde génération ont suivi ce principe et ont opté pour la création d'un seul light stick qualifié d'officiel, et donc l'ont sorti assez tard dans leur carrière : Girls' Generation, Hyuna, Super Junior, TVXQ[source secondaire souhaitée].
La K-pop voit aussi se manifester des comportements excessifs de la part de fans. Les « fans sasaengs » peuvent ainsi avoir un comportement parfois dangereux pour les stars, lesquelles, bien qu'ayant contribué au fanatisme, préféreraient que cette minorité de fans s'en tiennent au fétichisme de la marchandise (par exemple les produits dérivés) et au prosélytisme.

### En français
- Lefebvre Cl. : La K-pop au top, « Air le mag », no 31, juillet 2012, p. 44-47.
- Lenz Praipanapong, sous la direction de Frédéric Carral et de Suthisa Rojana-Anon, La mode de la k-pop en France, mémoire de master en Études de français, Faculté des Arts libéraux, Université Thammasat, Bangkok (Thaïlande), 2013, 224 p.
- Xiao Wu, sous la direction de Catherine Bertho-Lavenir, Analyse du genre de la musique K-pop dans la Vague coréenne, mémoire de master 2 en médiation culturelle, université Paris 3, 2013, 143 p.
- Élisabeth Hofer, sous la dir. de Bertrand Cabedoche, Médias et industries créatives dans un contexte de mondialisation culturelle, à travers le cas du succès de la musique pop sud-coréenne en France, mémoire de master 1 en Information et communication, université Pierre Mendès-France, Grenoble, 2014, 55 p. Texte intégral en pdf sur https://dumas.ccsd.cnrs.fr/dumas-01064892.

### En anglais
- (en) Jan Laurens Hartong, Musical Terms Worldwide : A Companion for the Musical Explorer, Semar Publishers, 2006, 233 p. (ISBN 978-88-7778-090-4, lire en ligne).
- (en) Todd Joseph Miles Holden et Timothy J. Scrase, Medi@sia : Global Media/tion In and Out of Context, Taylor & Francis, 2006, 250 p. (ISBN 978-0-415-37155-1).
- (en) Myung Oak Kim et Sam Jaffe, The New Korea : An Inside Look at South Korea's Economic Rise, AMACOM Div American Mgmt Assn, 2010, 280 p. (ISBN 978-0-8144-1489-7).
- (en) Sun Jung, Korean Masculinities and Transcultural Consumption : Yonsama, Rain, Oldboy, K-Pop Idols, Hong Kong, Hong Kong University Press, 2011, 221 p. (ISBN 978-988-8028-66-5, lire en ligne).
- (en) K-Pop : A New Force in Pop Music, Service coréen de la culture et de l'information, 2011, Korean Culture No. 2 éd., 96 p., PDF (ISBN 978-89-7375-166-2, lire en ligne).